# هكتور بيريز
هكتور بيريز (و. 1946 – 1993 م) هو مغني، وملحن، ومنتج أسطوانات، وموسيقي بورتوريكي، ولد في بونس، بورتوريكو، يستخدم آلات مراكة، بدأ مشواره المهني سنة 1968، توفي في نيويورك، عن عمر يناهز 47 عاماً.

## وصلات خارجية
- هكتور بيريز على موقع IMDb (الإنجليزية)
- هكتور بيريز على موقع الموسوعة البريطانية (الإنجليزية)
- هكتور بيريز على موقع ميوزك برينز (الإنجليزية)
- هكتور بيريز على موقع إن إن دي بي (الإنجليزية)
- هكتور بيريز على موقع أول ميوزيك (الإنجليزية)
- هكتور بيريز على موقع ديسكوغز (الإنجليزية)
- هكتور بيريز على موقع قاعدة بيانات الفيلم (الإنجليزية)

- هكتور بيريز في قاعدة بيانات الأفلام على الإنترنت